# Idaea grammicaria
Idaea grammicaria là một loài bướm đêm trong họ Geometridae.